# GernperDu
#gernperDu ist eine Initiative, die im August 2018 von Mitarbeitenden der BMW Group in München ins Leben gerufen wurde. Ziel der Aktion ist es, das „Du“ im beruflichen Kontext proaktiv und freiwillig anzubieten, um eine Kommunikation auf Augenhöhe zu fördern und so einen positiven Kulturwandel in Unternehmen zu unterstützen.
Die Idee begann mit einem Selbstversuch eines Mitarbeiters, der das Hashtag in seine E-Mail-Signatur integrierte. Nach einer Testphase verbreitete sich die Initiative schnell innerhalb des Unternehmens und darüber hinaus, auch unter dem englischen Namen #CallMeByMyFirstName.
Das Konzept wurde von weiteren Unternehmen wie der Allianz, Continental und der Asklepios-Klinik übernommen. Es wird als Mittel gesehen, Hierarchien sprachlich abzubauen und eine moderne Unternehmenskultur zu etablieren. Ebenso sind Gründe für die Du-Kultur eine zunehmende Internationalisierung und Start-Up-Mentalität in Unternehmen.
Die Hauptmotivation hinter der Initiative ist die Förderung von Kommunikation auf Augenhöhe. Studien haben gezeigt, dass eine Du-Kultur das Arbeitsklima verbessert und Hierarchien lockert, was die Zusammenarbeit effizienter machen kann. Unternehmen mit solchen flachen Hierarchien werden von Fachkräften oft als moderner und attraktiver wahrgenommen. Die Du-Kultur wird auch als Mittel zur Förderung von Innovation und Mitarbeiterbindung gesehen.